# Atsuko Enomoto
Pour les articles homonymes, voir Enomoto.
Atsuko Enomoto (天榎本 温子, Enomoto Atsuko), née le 1er novembre 1979 à Tokyo, est une chanteuse et seiyū japonaise.

## Biographie

### Vie personnelle
Elle est mariée avec Mark Ishii (en) de 2016 à 2018.
En 2018, elle parle du harcèlement dans l'industrie et de combien elle veut désespérément arrêter pendant ses premières années en tant que doubleuse.

### Carrière professionnelle
En 1998, elle fait ses débuts en tant que doubleuse en incarnant Yukino Miyazawa dans Elle et lui, rôle pour lequel elle passe une audition alors qu'elle est encore au lycée,.
Elle est affiliée à l'agence de talents 81 Produce jusqu'en 2015.

## Filmographie

### Séries d'animation
- 1998 : Elle et lui : Yukino Miyazawa
- 1999 : Kaikan Phrase : Aine Yukimura
- 1999 : Kacho-ohji : Kotoko
- 2000 : Argento Soma : Scarlet
- 2001 : Angelic Layer : Misaki Suzuhara
- 2001 : Hikaru no Go : Asumi Nase
- 2002 : .hack//Sign : A-20
- 2002 : Nurse Witch Komugi : Megumi Akiba
- 2005 : Glass no Kamen : Emi Tabuchi
- 2005 : Starship Operators : Akiho Maya
- 2006 : .hack//Roots : Bset
- 2006 : .hack//Sign : Yukino Miyazawa
- 2006 : C'était nous : Ayaka Takeuchi
- 2006 : Pretty Cure Splash Star : Emi Tabuchi
- 2006 : Gintama : Otose (jeune)
- 2006 : Clannad : Yukine Miyazawa
- 2008 : Gunslinger Girl : Triela
- 2011 : Cardfight!! Vanguard : Emi Sendō

### Jeux vidéo
- 2003 : Star Ocean: Till the End of Time : Sophia Esteed
- 2005 : Fire Emblem: Path of Radiance : Mist
- 2005 : 10,000 Bullets : Emi Sendō
- 2006 : .hack//G.U. : Aina
- 2010 : .hack//Link : Mistral
- 2017 : Fire Emblem Heroes : Mist